# Arrondissement de Courtrai (Lys)
Pour les articles homonymes, voir Arrondissement de Courtrai.
L'arrondissement de Courtrai est une ancienne subdivision administrative française du département de la Lys créée en 1800 dans le cadre de la nouvelle organisation administrative mise en place par Napoléon Ier en Belgique et supprimé en 1814, après la chute de l'Empire.

## Historique
Les arrondissements sont créés par la loi du 28 pluviôse an VIII (17 février 1800). La sous-préfecture du 4e arrondissement de la Lys est attribuée à Courtrai (« Courtray ») par l'arrêté du 17 ventôse suivant.
C. de Burck en est le sous-préfet en 1802, M. Picquet en 1804 et 1813.
L'ensemble des unités administratives françaises de la Belgique est officiellement supprimé par le traité de Paris en mai 1814.
Ce territoire compose essentiellement l'actuel arrondissement administratif de Courtrai, en province de Flandre-Occidentale. Ingelmunster et Roulers sont dans celui de Roulers, Meulebeke et Oostrozebeke dans celui de Tielt.

## Composition
Il comprenait initialement les cantons d'Avelghem, Belleghem, Courtray, Haerlebeke, Iseghem, Ingelmunster, Menin, Meulebeke, Moorzeele, Roulers, Rumbecke et Wacken (graphies du bulletin des lois). Il en contient douze en 1804 : Avelghem, Courtray (quatre cantons), Haerlebeke, Ingelmunster, Menin, Meulebeke, Moorzeele, Oost-Roosbecke et Roulers.